# 弓 (姓)
弓（きゅう）は、漢姓の一つ。

## 中国の姓
弓（きゅう）は中国の姓。百家姓の第224位。2020年の中華人民共和国の統計では人数順の上位100姓に入っておらず、台湾の2018年の統計では686番目に多い姓で、51人がいる。

### 起源
- 姫姓に由来する。国王が父親の姓を氏とした。

### 著名な人物
- 弓祤 - 三国時代の魏の博陵郡太守。
- 張蚝 - 五胡十六国時代の前秦の武将。本姓は弓。
- 弓嗣初（中国語版） - 唐の咸亨年間の状元。
- 弓元（中国語版） - 明の中進士。

### 郡望
- 太原郡

### 地望分佈
- 山西省太原市附近
- 四川省青川県附近

## 朝鮮の姓
弓（きゅう、クン、朝:  궁）は、朝鮮人の姓の一つである。  

### 著名な人物
- 弓善栄（朝鮮語版） - 韓国のモデル、女優、大学教授。

### 氏族
兎山弓氏が大宗である。始祖は高麗粛宗の時の右門監弓済である。1930年度国勢調査では当時350所帯中80%に近い269世帯が平南順川郡と价川郡に居住し、南韓地域には10世帯内外が居住していた。
| 氏族（地域） | 創始者 | 人数（2015年） |
| ------------ | ------ | -------------- |
| 价川弓氏     |        | 15             |
| 槐山弓氏     |        | 9              |
| 東林弓氏     |        | 8              |
| 沔山弓氏     |        | 86             |
| 魚山弓氏     |        | 8              |
| 兎山弓氏     | 弓済   | 398            |
| 兎城弓氏     |        | 6              |

### 人口と割合
| 年度   | 人口    | 世帯数  | 順位         | 割合 |
| ------ | ------- | ------- | ------------ | ---- |
| 1930年 |         | 350世帯 |              |      |
| 1960年 | 300余人 |         | 258姓中164位 |      |
| 1985年 |         | 134世帯 | 274姓中177位 |      |
| 2000年 | 562人   |         |              |      |
| 2015年 | 557人   |         |              |      |